# Osmia lacus
Osmia lacus là một loài Hymenoptera trong họ Megachilidae. Loài này được Sandhouse mô tả khoa học năm 1939.